# Little Sorrel
Little Sorrel (Lilla Fuxen) var en kavallerihäst vilken reds av Stonewall Jackson under det amerikanska inbördeskriget.

## Uppfödare
Little Sorrel föddes 1850 på Noah C. Collins gård i Somers, Connecticut. Efter det amerikanska inbördeskrigets utbrott såldes han 1861 till Förenta Staternas armé som kavallerihäst. Little Sorrel var en morganhäst med en mankhöjd om cirka 152 cm. Morganhästarna var kända för att vara såväl uthålliga som snabba och viga. De var därför sydstatskavalleriets favorithästar. De hade korta ben och kraftiga kroppar och vanligtvis problemfria ben och hovar. Framförallt var morganhästarna berömda för sitt lugn vilket gjorde dem till idealiska hästar i strid. 

## Stonewalls häst
Little Sorrel togs som krigsbyte av sydstatsarmén i Harpers Ferry i maj 1861. När Stonewall Jackson inspekterade de hästar som tagits från ett av unionsarméns hästtransporttåg valde han ut två för eget bruk. En stor häst, som han kallade Big Sorrel, som han skulle rida själv och en liten häst, som han kallade Fancy, som han skulle ge sin hustru i gåva. Efter några dagar upptäckte han att den stora hästen ingalunda var en passande stridshäst eftersom den var lättskrämd. Den lilla hästen däremot var en lugn och pålitlig häst varför han tog den till sin tjänstehäst och betalade sydstatsarmén 150 dollar för den.  Jackson fortsatte att kalla hästen Fancy, men för hans soldater var den känd under namnet Little Sorrel (lilla fuxen) på grund av sin storlek och färg. Little Sorrel var en naturlig passgångare med stor uthållighet, som kunde bära sin ryttare 60 km om dagen. Han åt utan problem vad han fick vare sig det var hö eller majskolvar. Jackson fick som gåvor flera andra hästar, bland annat en magnifik hingst, men han red nästan aldrig någon annan häst än Little Sorrel.

## Efter Stonewalls död

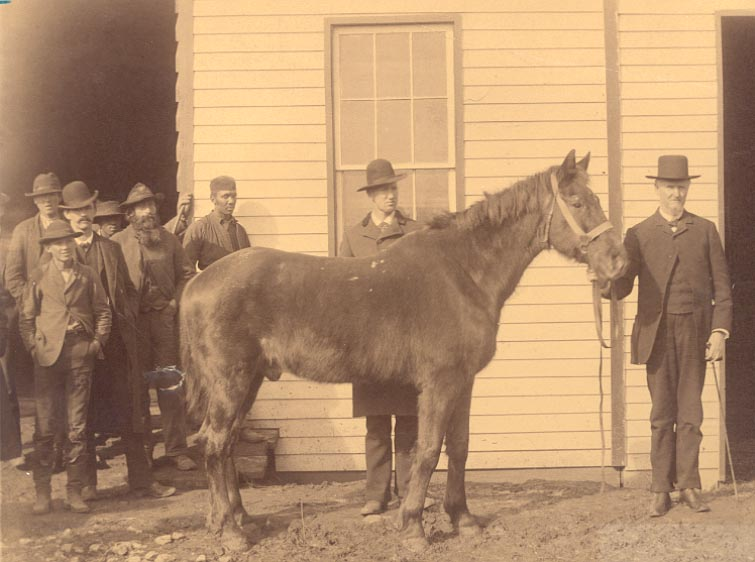
Old Fancy

När Stonewall Jackson blev skjuten under slaget vid Chancellorsville trillade han av Little Sorrel och hästen försvann. Han återfanns dock av en sydstatssoldat och hamnade hos guvernör John Letcher i Richmond, som sände honom till Jacksons änka vilken bodde hos sin far i North Carolina. Där kom han att gå under namnet Old Fancy och användes av Jacksons svärfar när han red mellan kyrkorna. Hästen var känd för att med mulen kunna lyfta av dörrklinkor och släppa ut sig själv från sin spilta. Han brukade sedan systematiskt gå runt i stallet och släppa ut alla andra hästar. Hela flocken leddes sedan ut på närmaste åker för att beta. Eventuella gärdsgårdar i vägen öppnades genom att de översta gärdselstörarna petades bort.

## Virginia Military Institute

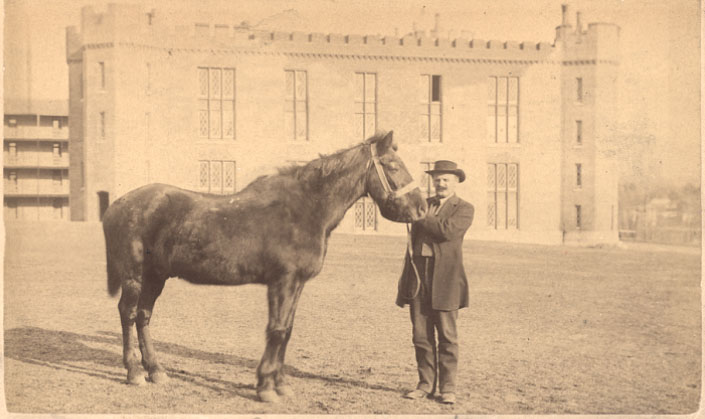
Old Sorrel, som han kallades på gamla dar, på Virginia Military Institute.

1883 gav Jacksons änka Little Sorrel till Virginia Military Institute, där Jackson varit lärare. Två år senare fördes hästen till det konfedererade soldathemmet i Richmond där han dog 1886. Efter sin död blev han uppstoppad och förevisad vid soldathemmet. Sedan 1948 finns han till beskådan vid Virginia Military Institute. Hästens ben hade uppstopparen donerat till Carnegieinstitutet i Pittsburgh. 1997 överlämnades benen till Virginia Military Institute där de kremerades och begravdes ceremoniellt . 